# Lisa Stevens
Lisa Stevens (...) è un'autrice di giochi statunitense, amministratore delegato della Paizo Publishing, e direttore operativo della Goblinworks..

## Biografia
Lisa Stevens si diplomò al Saint Olaf College, ma continuò a frequentarne il campus per gestire partite di Dungeons & Dragons e fu in quest'occasione che nel 1987 conobbe Jonathan Tweet e Mark Rein·Hagen, che avevano fondato la Lion Rampant, all'epoca ancora composta da volontari, e di cui entrò a far parte, grazie anche alle precedenti esperienze come curatrice editoriale.
Fu l'autrice del primo prodotto della compagnia, le Whimsy Cards, un supplemento generico per giochi di ruolo composto da un mazzo di 43 carte, ognuna delle quali riportava un elemento generico di trama, come "capovolgimento della situazione" o "strana coincidenza". Queste erano da mischiare all'inizio di una seduta di un gioco di ruolo e da distribuire ai giocatori, che potevano usarle durante la partita sviluppando la breve spiegazione della carta in una situazione integrata nella trama della partita. Il master poteva decidere se adottare o meno il nuovo elemento. Il supplemento era stato sviluppato per poter avere qualcosa da presentare alla GenCon del 1987, poiché il gioco di ruolo che Tweet e Rein·Hagen stavano sviluppando, Ars Magica, non era ancora pronto per la pubblicazione.
Nel 1990 la Lion Rampant, nonostante il buon successo di critica di Ars Magica, si trova in una situazione di difficoltà ed è a rischio di chiusura; Steven propone a Rein·Hagen (Tweet aveva temporaneamente lasciato l'ambiente dei giochi) e a Stewart Wieck, editore della rivista generale dedicata al gioco di ruolo White Wolf Magazine, su cui lei e Rein·Hagen avevano pubblicato diversi articoli dedicati a Ars Magica e che al contrario aveva una buona liquidità ma nessun prodotto in cui investire, di fondere le due compagnie, dando vita alla White Wolf.
Nel 1991 incontra Rich Kaalaas della Wizards of the Coast alla GAMA Trade Show, una fiera commercial professionale dedicata agli editori di giochi non elettronici organizzata dalla Game Manufacturers Association. La Wizards of the Coast era all'epoca una giovane casa editrice fondata l'anno prima da Peter Adkison e Kaalaas aveva visitato la fiera per raccogliere informazioni sul funzionamento dell'industria dei giochi. La Stevens rimase in contatto, offrendo molti consigli, tra le altre cose spinge la compagnia a concentrarsi su un unico prodotto da pubblicare, The Primal Order (all'epoca la Wizards of the Coast aveva diversi prodotti in fase di sviluppo, ma nessuno pronto alla pubblicazione) e infine propose la sua assunzione dopo la Gen Con 25 diventando il primo impiegato a tempo pieno della Wizards (all'epoca il resto dei collaboratori della Wizards avevano altri lavori). Grazie ai suoi contatti nell'industria la Wizards acquistò i diritti di Talislanta dalla recentemente fallita Bard Games e assunse Johnathan Tweet, ritornato al mondo dei giochi.
Era vicepresidente per il marketing per la Wizards quando questa pubblicò Magic: l'Adunanza nel 1993, e lanciò la rivista The Duelist per supportare il gioco. È anche un'esperta di gagdet di Star Wars e fu brand manager per l'edizione Wizards di Star Wars - Il gioco di ruolo (Star Wars Roleplaying Game).
Nel 2000 lascia la Wizards of the Coast insoddisfatta dei cambiamenti dopo che questa è stata acquisita dalla Hasbro, ma lascia detto di essere interessata a rilevare la pubblicazione di Dragon e Dungeon Adventures. Così quando nel 2002 la Wizards sotto la pressione della Hasbro decide di chiudere le riviste fonda la Paizo Publishing di cui è l'amministratrice delegata per rilevarne la pubblicazione.
Stevens ha un MBA ottenuto all'Università di Washington.
Nel 2013 viene inserita nella Hall of fame dell'Origins Award